# Лихівська селищна територіальна громада
Лихівська селищна територіальна громада — територіальна громада в Україні, у Кам'янському районі Дніпропетровської області. Адміністративний центр — селище Лихівка.
Площа громади — 253 км², населення — 3491 мешканець (2018).
Утворена 12 серпня 2016 року шляхом об'єднання Лихівської селищної ради і Холодіївської сільської ради П'ятихатського району.

## Населення

### Населені пункти
До складу громади входять 1 селище (Лихівка) і 25 сіл:
- Байдаківка
- Березняк
- Біленщина
- Верхньокам'яниста
- Володимирівка
- Грамівка
- Григорівка
- Зелений Клин
- Золотницьке
- Катеринівка
- Липове
- Миколаївка
- Миронівка
- Михайлівка
- Новотроїцьке
- Олександро-Григорівка
- Плоске
- Плоско-Таранівка
- Райдужне
- Степове
- Троїцьке
- Цвіле
- Червона Гірка
- Червона Деріївка
- Яковлівка